# Octavii

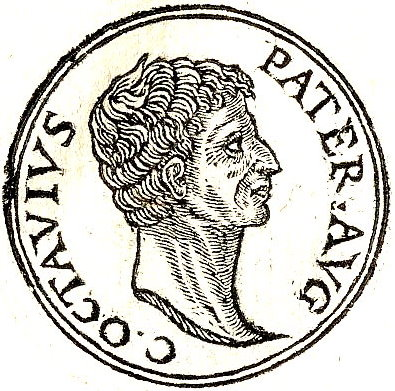
Gaius Octavius, père de l'empereur Auguste (image fabriquée au XVIe siècle).

La gens Octavia était une famille plébéienne de la Rome antique. Le premier membre de la gens à se faire connaître fut Gnaeus Octavius Rufus, questeur vers 230 av. J.-C. Au cours des deux siècles suivants, les Octavii occupèrent bon nombre des plus hautes fonctions de l'État ; mais le plus célèbre de la famille était Gaius Octavius, petit-neveu et fils adoptif de César, proclamé Auguste par le Sénat en 27 av. J.-C..

## Origine
Les Octavii sont originaires de la ville volsque de Velitrae, dans les collines d'Alban. L'historien Suétone écrit :

« Il existe de nombreuses indications selon lesquelles la famille d'Octave était autrefois une famille distinguée à Velitrae ; car non seulement une rue de la partie la plus fréquentée de la ville s'appelait autrefois Octavia, mais on y montrait en outre un autel consacré par un Octavius. Cet homme était le chef d'une guerre avec une ville voisine, et lorsque la nouvelle de l'apparition soudaine de l'ennemi lui fut apportée au moment où il se trouvait par hasard en train de sacrifier à Mars, il arracha du feu les entrailles de la victime et les offrit. à moitié cru; et c'est ainsi qu'il partit au combat et revint victorieux. Il y avait en outre un décret populaire selon lequel, à l'avenir, les entrailles seraient également offertes à Mars de la même manière et le reste des victimes serait remis aux Octavii. »

Vers la fin de la République, il devint à la mode pour les familles nobles de faire remonter leur origine aux dieux et aux héros des temps anciens, et en conséquence, les Octavii inventèrent qu'ils avaient reçut la citoyenneté romaine de Lucius Tarquinius Priscus, le cinquième roi de Rome, et furent inscrits parmi les patriciens par son successeur, Servius Tullius. Ils passèrent ensuite aux plébéiens,,.
Cette histoire n'est pas improbable en soi, mais comme ni Tite-Live ni Denys ne mentionnent les Octavii lorsqu'ils parlent de Velitrae, et que les Octavii n'apparaissent dans l'histoire que dans la seconde moitié du troisième siècle av. J.-C., la tradition les reliant aux rois romains peut être rejeté en toute sécurité. Auguste, dans ses mémoires, a mentionné que son père était un homo novus sans formation sénatoriale.
Le nom Octavius est un nom patronymique, dérivé du latin praenomen Octavus (le huitième). De nombreuses autres gentes ont obtenu leur nomina de cette manière, notamment les Quinctii de Quintus , les Sextii de Sextus et les Septimii de Septimus,.

## Branches et cognomina
La plupart des Octavii de la République descendaient de Cnaeus Octavius Rufus, qui avait deux fils, Cnaeus et Gaius. Les descendants du jeune Gnaeus ont pour beaucoup atteint le consulat, mais les descendants de Gaius restaient de simples chevaliers, qui n'atteignaient aucune importance. L'arrière-grand-père d'Auguste servit comme tribun militaire pendant la deuxième guerre punique et survécut à la bataille de Cannes ; cependant, lorsque Marcus Antonius voulut mépriser Auguste, il prétendis que le père d'Octaviant ne fut qu'un simple affranchie. Le premier de cette famille à être inscrit parmi les sénateurs fut Gaius Octavius, le père d'Auguste. Pendant la République, la branche ainée des Octavii porta le cognomen de Rufus, et même cela est rarement mentionné. Ce cognonem, qui signifie « rouge », a peut-être été obtenu par l'un des Octavii parce qu'il avait les cheveux roux,.
Parmi les autres aristocrates romains du nom Octavius et qui ne descendaient pas de Gnaeus Octavius Rufus. Ils portaient des cognomina tels que Balbus, Ligur, Marsus et Naso. Balbus était un nom de famille courant, faisant référence à quelqu'un qui bégaie, tandis que Naso ferait référence à quelqu'un avec un nez proéminent. Ligur fait référence aux Ligures, tandis que Marsus fait référence aux Marsi, un ancien peuple de l'Italie centrale, qui s'est ensuite allié aux Samnites,.

## Membres

### Sous la République

#### Descendants de Gnaeus Octavius Rufus
- Cnaeus Octavius Rufus, (v. -280 - ?), questeur vers 230 av. J.-C.
  - ? (Cnaeus Octavius), (v. 260 - ?) sénateur ;
    - Cnaeus Octavius, (v. -235 - ap. -191), préteur en 205 av. J.-C., pendant la deuxième guerre punique ; il obtint la Sicile comme province et captura quatre-vingts navires de charge carthaginois. Après la bataille de Zama, Scipion lui ordonna de marcher sur Carthage.
      - Cnaeus Octavius, (v. -208 - -162), commanda la flotte romaine pendant la guerre contre Persée, dont il triompha. Il fut consul en 165 av. J.-C. et érigea le Portique d'Octavius. Il fut assassiné à Laodicée alors qu'il était dans une ambassade en 162.
        - Gnaeus Octavius, (v. -171 - ap. -128), consul en 128 av. J.-C. ; selon Cicéron, il avait l'habitude de parler devant les tribunaux[a 5].
          - Cnaeus Octavius, (v. -132 - -87), consul en 87 av. J.-C., s'opposa violemment aux tentatives de son collègue Cornelius Cinna de répartir les alliés italiens nouvellement affranchis parmi les 35 tribus votantes et de rappeler Gaius Marius d'exil. Dans la guerre civile qui s'ensuivit, Octave fut assassiné dans le fauteuil des consuls par les partisans de Cinna.
          - Marcus Octavius, (v. -130 - ?), tribun de la plèbe, dans une année incertaine, auteur de la lex Octavia frumentaria[a 6].
          - Lucius Octavius, (v. -128 - -74), consul en 75 av. J.-C. ; l'année suivante, il mourut alors qu'il était proconsul de Cilicie et Lucullus lui succéda. Il est fréquemment confondu avec le juriste Lucius Octavius Balbus[b 1],[a 7],[8],[a 8].

        - Marcus Octavius, (v. -165 - ap. -124/3), tribun de la plèbe en 133 av. J.-C., s'opposa à la loi agraire de son collègue Tiberius Gracchus.
          - Gnaeus Octavius, (v. -120 - ap. -76), consul en 76 av. J.-C. et orateur mineur, souffrit d'une goutte si grave qu'il était incapable de marcher[a 9],[a 10],[8].
            - Marcus Octavius, (v. -85 - ap. -46), édile en 50 av. J.-C., fut partisan de Pompée pendant la guerre civile[9],[10]
              - Octavia, (v. -60 - ?), épouse d'Appuis Claudius Pulcher.

  - Caius Octavius, (v. -255 - ?), chevalier romain;
    - Caius Octavius, (v. -225 - ?), tribun militaire pendant la deuxième guerre punique. Il survécut à la bataille de Cannes et, en 205, servit en Sicile sous les ordres du préteur Lucius Aemilius Papus.
      - Caius Octavius, (v. -190 - ?);
        - Caius Octavius, (v. -145 - ap. -53), chevalier romain[a 11].
          - Caius Octavius, (v. -105 - -59/8), préteur en 61 av. J.-C. Par la suite proconsul de Macédoine.
            - Octavia Maior, (v. -80 - ?), épousa Sextus Appuleius[a 12].
            - Octavie Iunior, (v. -64 - -11), épousa d'abord Gaius Claudius Marcellus, puis ensuite Marc Antoine.
            - Caius Octavius, (23/9/-63 - 19/8/14), le premier empereur romain, était le petit-neveu de Jules César, dans le testament duquel il fut adopté. En 27 av. J.-C., le Sénat le proclama Auguste.
              - Iulia, (10/-39 - 14), épouse de Claudius Marcellus, puis d'Agrippa, puis de Tibère;
- Gnaeus Octavius L. f., sénateur en 129 av[11].

#### Octavii Ligur
- Marcus Octavius Ligur, beau-père de Publius Lucilius Gamala[12].
- Marcus Octavius Ligur, sénateur et tribun de la plèbe avec son frère Lucius, en 82 av. J.-C. Verres le contraint à venir à Rome en 74 pour défendre ses droits sur un domaine dont il avait hérité en Sicile, puis lui fait payer les frais du procès[a 13],[13].
- Lucius Octavius Ligur, tribun de la plèbe avec son frère Marcus, en 82 av. J.-C., il défendit les intérêts de son frère en Sicile depuis Verrès pendant l'absence de Marcus. Peut-être la même personne mentionnée dans l'une des lettres de Cicéron à Atticus[a 14].
- Octavia M. f., peut-être sœur des deux ci-dessus et épouse de Publius Lucilius Gamala[12]

#### Octavii Balbi
- Lucius Octavius Balbus, éminent juriste et juré au procès de Verres[a 15],[a 16].
- Publius Octavius Balbus, juré dans le procès d'Oppianicus, peut-être identique à Lucius Balbus. [14]
- Gaius Octavius Balbus, fut proscrit par les triumvirs en 42 av. J.-C. Bien qu'il se soit échappé de sa maison, il se rendit chez son fils lorsqu'il apprit que son fils allait être tué, et y trouva la mort après avoir découvert la ruse[a 17],[a 18],[a 19].
- Octavius Balbus, le fils du proscrit Gaius Octavius Balbus, qui se précipita chez lui lorsqu'il apprit que son fils allait être mis à mort[15].

#### Autres
- Gnaeus Octavius Ruso, questeur en -105 sous Marius, et préteur dans une année incertaine avant 91[16].
- Octavius Graecinus, l'un des généraux de Sertorius en Hispanie, guerroyant contre Pompée en -76. Quatre ans plus tard, il rejoignit la conspiration de Perperna visant à assassiner Sertorius[a 20],[a 21].
- Lucius Octavius, légat de Pompée lors de la guerre contre les pirates, en -67 ; Il succéda à Quintus Caecilius Metellus dans le commandement de la Crète et reçut la soumission des villes crétoises[a 22],[a 23].
- Lucius Octavius Naso, a laissé sa succession à Lucius Flavius, préteur désigné en -59[a 24].
- Octave, légat de l'armée de Marcus Licinius Crassus, tué à la bataille de Carrhae en -53.
- Lucius Octavius, découvert en adultère par Gaius Memmius, et puni par lui[a 25],[17].
- Octave Marsus, légat de Publius Cornelius Dolabella, qui l'envoya en Syrie avec une légion en -43. Après que la ville de Laodicée ait été livrée aux mains de Gaius Cassius Longinus, Dolabella et Octavius ont mis fin à leurs jours[a 26],[a 27],[a 28].
- Marcus Octavius commandait le centre de la flotte de Marc Antoine lors de la bataille d'Actium. Peut-être identique à l'édile de -50, ou à Ligur, ou Marsus[18].

### Sous le Principat

#### Octavii Laenates
- ? Octavius Laenas, (v.-50 - ?), Quatrumvir quinquennalis de Marruvium.
  - Caius Octavius Laenas, (v.-15 - ap.38), consul suffect en 33[a 29].
    - Sergia Plautilla, (v.10 - ?), était la mère de l'empereur Nerva[19].
    - (Octavia), était l'épouse de Quintus Veranius, consul en 49[20].
    - Lucius Octavius Laenas, (v.15 - ?)[19];
      - Sergius Octavius Laenas Pontianus, (v.40/5 - ?)
        - ? (Sergius Octavius Laenas Pontianus), (v.70 - ?);
          - Sergius Octavius Laenas Pontianus, (v.95 - ap.131), consul en 131[b 2],[b 3].

#### Octavii Fronto
Les Octavii Fronto sont probablement originaires de Rome, ils sont inscrits dans la tribu Stellatina.
- Caius Octavius (Fronto), (v.-45 - ?);
  - Octavius Fronto, (v.-20 - ap.16), ancien préteur en 16, s'était prononcé au Sénat contre le grand luxe qui régnait alors[a 30].
    - (Octavius Fronto), (v.10 - ?);
      - Sextus Octavius Fronto, (v.45 - ap.87), consul suffect en 87[b 4].

#### Octavii Sagitta
Les Octavii Sagitta sont originaires de Superaequum, région de Paeligni, ils sont inscrits dans la tribu Sergia.
- Titus Octavius (Sagitta), (v.-120 - ?);
  - Caius Octavius (Sagitta), (v.-90 - ?);
    - Lucius Octavius (Sagitta), (v.-65 - ?);
      - Quintus Octavius Sagitta, (v.-40 - 1/14), chevalier romain sous Auguste;
        - (Octavius Sagitta), (v.-5 - ?);
          - Octavius Sagitta, (v.30 - ap.70), tribun de la plèbe en 58, il assassina sa maîtresse, Pontia Postumia, parce qu'elle refusait de l'épouser après lui avoir promis de le faire. Il fut condamné et exilé sur une île, mais retourna à Rome après la mort de Néron. En 70 apr. J.-C., le Sénat le condamna de nouveau et rétablit sa peine[a 31].

#### Octavii Novati
Les Octavii Novati sont originaires de Segobriga, en Hispanie citérieure, ils sont inscrits dans la tribu Galeria.
- Titus Octavius (Novatus), (v.1 - ?);
  - Manius Octavius Novatus, (v.25 - ap.70), praefectus tabrum sous Vespasien.
    - Octavius Novatus, (v.45 - ap.73), admis au sénat lors de la censure de 73.

#### Octavii Crassi
Les Octavii Crassi sont originaire de Vérone.
- Caius (Octavius), (v. 5 - ?);
  - Lucius Octavius Crassus, (v. 35 - ?);
    - ? Lucius Octavius Crassus, (v. 70 - ap. 111), consul suffect en 111;

#### Octavii Galli
Les Octavii Galli sont originaire d'Ureu, en Afrique, sont inscrits dans la Tribu Papiria.
- Quintus Octavius Gallus, (v.160 - ap.193/211) egregerius vir;
  - Quintus Octavius Gallus Concessianus Dynamius, (v.185 - ?), sénateur romain;
  - Quintus Octavius Gallus Atticus Concessus Dynamius, (v.190 - ?), chevalier romain;

#### Autres
- Lucius Octavius L.f. Rufus, contemporain d'Auguste, fut tribun militaire dans la Legio IV Scythica, devint l'un des duumvirs municipaux, décurion et augure de Suasa en Ombrie[b 5].
- Marcus Octavius Herennius, à l'origine joueur de flûte, s'est engagé dans le commerce et a construit une chapelle à Hercule près de la Porta Trigemina, au pied de l'Aventin, soi-disant en remerciement d'avoir été délivré des pirates[a 32],[a 33],[a 34].
- Gaius Octavius Lampadio, grammairien, qui a divisé le poème de Naevius sur la première guerre punique en sept livres[a 35].
- Publius Octavius, un épicurien réputé sous le règne de Tibère[a 36].
- Decimus Octavius Quartio, citoyen de Pompéi, dont la maison a été découverte parmi les ruines[b 6].
- Gaius Octavius Tidius Tossianus Lucius Javolenus Priscus, consul suffect en 86 [21]
- Octave Rufus, ami de Pline le Jeune[a 37].
- Caius Octavius Vindex, (v. 140 - ap. 184), consul suffect en 184.
- Lucius Octavius Iulianus, (v. 160 - ap. 202), consul suffect en 200, légat propréteur de Dacie.
- Gaius Octavius Appius Suetrius Sabinus, sénateur, deux fois consul en 214 et 240 ap. J.-C.
- Gallonia Octavia Marcella, (v. 200/5 - ?), épouse de Lucius Accius Iulianus Asclepianus[b 7].
- Octavius Sabinus, (v. 220/30 - ap. 263/8), consul suffect, praeses de Bretagne Inférieur.
- Octavia Honorata, (v. 250 - ap. v. 286), Vestale.
- Octavius Horatianus, nom parfois attribué à l'auteur du Rerum Medicarum Libri Quatuor, généralement attribué au médecin Théodore Priscianus, qui vécut à Constantinople au IVe siècle.